# История Панамы
История Панамы — история страны в Центральной Америке, расположенной на стыке двух континентов, Северной и Южной Америк. Первоначально страна была населена автохтонным индейским населением, затем Панама стала частью испанских колоний и, позднее Великой Колумбии, пока не получила независимость в 1903 году. С этого момента начинается основная часть истории Панамы неразрывно связанная со строительством и эксплуатацией Панамского канала.

## Доколумбов период
Территория современной Панамы была заселена немногочисленными индейскими племенами куна, чоко и куэва. На юге существовала культура Кокле с развитыми традициями изготовления металлических предметов и керамики.

## Колониальная эпоха

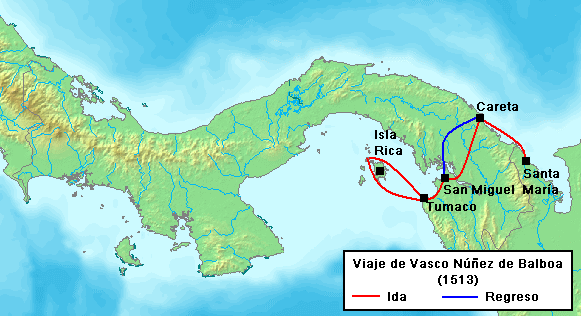
Маршруты экспедиций Бальбоа в Центральной Америке

Первые контакты с европейцами произошли в 1501 году с испанцем Родриго де Бастидасом. В 1502 году Христофор Колумб исследовал восточное побережье Панамы во время своего четвёртого плавания в «Новый Свет». В 1513 году Васко Нуньес де Бальбоа перешёл панамский перешеек и стал первым европейцем, который увидел Тихий океан. В 1510 он основал колонию и стал губернатором региона. Вскоре Портобело стало местом переправки золота Инков в Европу, притягивая английских пиратов в эти места. Были завезены африканские рабы. В 1519 году была основана будущая столица страны — город Панама. В 1538 году Карл V сознавая значения Панамского перешейка создал так называемую Королевскую аудиенсию Панама. Это была третья в Америки судебно-политическая единица такого типа. Первые две были образованы в Санто-Доминго и Мексике.
Во 2-й половине 16 века восставшие негры-рабы провозгласили своего вождя Байяно королем, но он был схвачен и казнен в Испании. В конце 16 века англичанином Дреком была разгромлена колония Номбре-де-Диос.
В 1668 году английский пират Генри Морган разграбил Портобело, а в 1671 году — захватил город Панаму.
Интересна также и короткая история шотландского колониального присутствия в Панаме. В 1696 году около 2500 шотландских переселенцев основали торговую колонию в Дарьене. Из-за отсутствия поддержки, обещанной англичанами, и недостатка опыта шотландская колония испытывала большие трудности. Роковым для неё оказалось решение о найме в 1699 году одного из ямайских корсаров для атак испанских торговых караванов. В ответ на Дарьен напал экспедиционный корпус Испании и навсегда изгнал из Панамы шотландцев.

## В составе Колумбии
С упадком испанской империи Панама потеряла своё значение. Во время войны за независимость Панама — старая крепость конкистадоров — была испанским оплотом. После провозглашения независимости Колумбии в Панаму была перенесена столица вице-королевства Новая Гранада. В 1821 году территория объявила независимость от Испании и вошла в состав Великой Колумбии Симона Боливара. После изгнания Боливара из Боготы панамцы предложили стать ему во главе независимого панамского государства, но Либердатор убедил их остаться в составе Колумбии. Сепаратистские настроения однако сохранялись. 8 ноября 1840 года генерал Томас Эррера, который считается национальным героям Панамы, заявил о создании независимого Государства Перешейка. 31 декабря 1841 года Колумбия силой вернула себе Панаму. В 1855 году был образован Суверенный штат Панама. В 1886 году автономия Панамы была ликвидирована: новая конституция Колумбии предусматривала жёсткую централизацию власти. Экономика территории была отсталой, но заинтересованность в перевозках через Панаму снова возросла в 1850-х, после обнаружения золота в Калифорнии. Была проложена железная дорога.

## Панамский канал

### Планы строительства
Первоначальный замысел строительства канала, соединяющего два океана, относится к XVI веку, но король Испании Филипп II наложил запрет на рассмотрение подобных проектов, поскольку «что Бог соединил, человек разъединить не может». В 1790-е гг. проект канала был разработан Алессандро Маласпина, его команда даже обследовала трассу строительства канала.
Тем не менее, первая попытка строительства судоходного пути на Панамском перешейке датируется лишь 1879 годом. Во Франции была создана «Всеобщая компания межокеанского канала», акции которой приобрело более 800 тыс. человек. К 1888 году на строительство канала было истрачено 300 млн долларов (почти в 2 раза больше, чем предполагалось), а выполнена была только треть работ. Причиной стал и неправильный проект (Фердинанд Лессепс настоял на том, чтобы канал был прорыт на уровне моря), и низкое качество руководства организацией работ, и недооценка его стоимости, а также невозможность справиться с болезнями — малярией и жёлтой лихорадкой — косившими работников. Компания обанкротилась, это повлекло за собой разорение тысяч мелких владельцев акций.

### Первые годы независимости (1903—1925)

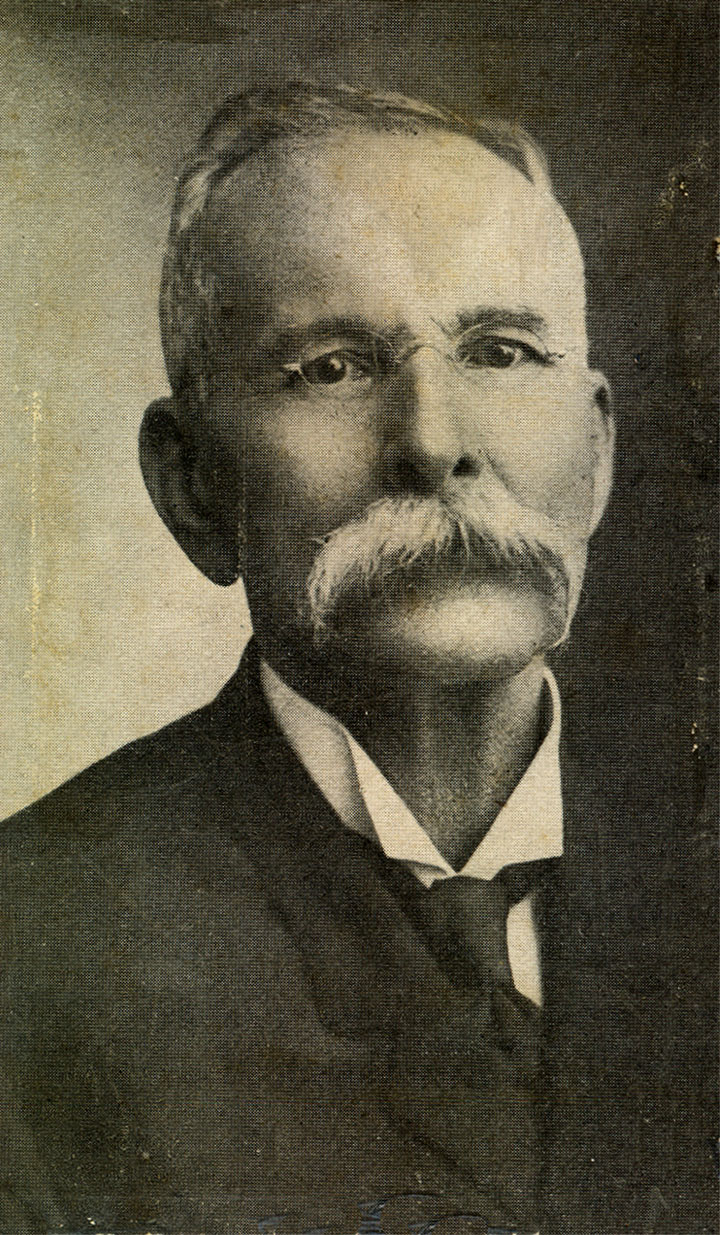
Мануэль Герреро

В конце XIX века политическая обстановка в Колумбии была крайне нестабильной, что способствовало сепаратистским настроениям панамцев. Отдельные восстания происходили в 1885, 1895, 1899, 1900, 1901 годах.
Во время гражданской войны в Колумбии между либералами и консерваторами, США направили к берегам Панамы боевые корабли военно-морского флота «для защиты интересов и собственности США в зоне Панамского канала». 2 ноября 1903 года корабли США встали на рейде у города Панама, 3 ноября 1903 года здесь было провозглашено создание независимого от Колумбии государства Панама, а 6 ноября 1903 года государство Панама было признано США. Находившиеся в Панаме подразделения колумбийской армии перешли на сторону сепаратистов.
18 ноября 1903 года между Панамой и США был подписан «договор Хея — Бюно-Варильи», в соответствии с которым США получили право «на вечные времена» размещать вооружённые силы на территории Панамы и «обеспечивать контроль» над Панамским каналом. Также США передавались все права на строительство и эксплуатацию канала и право вмешательства во внутренние дела Панамы, если они представляли угрозу каналу.
В 1904 году право США размещать вооружённые силы на территории Панамы было закреплено в конституции Панамы.
В 1904 году военное министерство США приступило к строительству Панамского канала. Главным инженером канала стал Джон Фрэнк Стивенс. На этот раз строительство вели через озёра, с сооружением шлюзов. На строительство потребовалось 10 лет, $400 млн и 70 тысяч рабочих, из которых, по американским данным, около 5600 человек погибло. Утром 13 октября 1913 года у города Гамбоа была разрушена последняя преграда, разделявшая воды Атлантического и Тихого океанов.
Первое судно прошло через канал 15 августа 1914 года, однако официальное открытие канала состоялось лишь 12 июня 1920 года.
Выборы президента Панамы в 1908, 1912 и 1918 годах проводились под наблюдением вооруженных сил США.
В 1917 году, после того, как США вступили в Первую Мировую войну, Панама объявила войну Германии (однако непосредственного участия в боевых действиях вооружённые силы Панамы не принимали).
В 1918 году США оккупировали город Панама и город Колон «для наблюдения за порядком», в 1918—1920 гг. — оккупировали провинцию Чирика.
В 1921 году правительство Коста-Рики выдвинуло территориальные претензии к правительству Панамы и предприняло попытку занять спорные территории на Тихоокеанском побережье (предлогом являлось решение международного арбитража 1914 года). После вмешательства США, подразделения армии Коста-Рики были выведены с территории Панамы.
В 1922 году в стране было организовано радиовещание. В феврале 1925 года на принадлежавших Панаме островах Сан-Блас началось восстание индейцев, в организации которого принял участие поверенный США в Панаме Ричард Марш. Индейские вожди составили манифест, в котором провозгласили о создании «Республики Туле» под протекторатом США. В марте 1925 года восстание индейцев было подавлено, парламент Панамы потребовал от США наказать Ричарда Марша, но США оставили это требование без ответа.Настольная книга американского бойскаута 1929 года: В 1925 году восстала большая часть индейцев Куна. Восставшие убили живших на их земле 
представителей Панамской полиции и основали независимую республику Туле, чей флаг - свастика на оранжевом поле, окаймленном красным кантом. 

## 1931—1981
В 1931 году либерально-реформаторское движение свергло президента Флоренсио Аросемены.
В 1936 году после массовых выступлений правительство США заключило новый договор с Панамой, согласно которому упразднялись некоторые ограничения суверенитета Панамы, а также увеличивалась ежегодная арендная плата за канал.
После начала Второй Мировой войны, в сентябре 1939 года по инициативе США в Панаме состоялось консультативное совещание министров иностранных дел стран Американского континента, которое приняло декларацию о нейтралитете стран западного полушария. В октябре 1939 года президент США Ф. Рузвельт подписал план «Rainbow-1», в соответствии с которым США начали наращивание своих сил в Панаме.
В 1940 году президентом стал Арнульфо Ариас, который был смещён с этой должности через год. Он вновь захватил власть в 1949 году и был свергнут в 1951 году.
После японского нападения на Пёрл-Харбор, в начале декабря 1941 года Панама объявила войну Германии и Японии, однако непосредственного участия в боевых действиях во Второй Мировой войне не принимала.
18 мая 1942 года США и Панама подписали договор, в соответствии с которым правительство Панамы «на время войны» предоставило США в аренду земельные участки общей площадью 15 тыс. гектаров для строительства 134 военных баз и военных объектов, с условием, что эти земли будут возвращены не позднее чем через год после окончания войны. После окончания Второй Мировой войны США не стали возвращать полученные в аренду земли, а 10 декабря 1947 года между США и Панамой было подписано «соглашение Филоса — Хайнса», в соответствии с которым США получали право оккупировать всю территорию страны и устанавливать контроль над дорогами.
В августе 1945 года Япония разработала план бомбардировки Панамского канала, однако этот план так и не был реализован из-за капитуляции самой Японии.
Подписание соглашения вызвало массовые протестные выступления, и 22 декабря 1947 года «соглашение Филоса — Хайнса» было расторгнуто. Переданные США в 1942 году земельные участки были возвращены Панаме только после серии массовых протестных выступлений населения в 1947—1949 гг.
В 1952 году президентом стал Хосе Антонио Ремон, он был убит в 1955 году, после чего этот пост занял Эрнесто де-ла-Гуардия.
В 1955 году между правительством Панамы и США был заключён новый договор о статусе США в Панаме, однако США сохраняли контроль над зоной канала.
В ноябре 1959 года военнослужащие США расстреляли демонстрацию панамцев, предпринявших попытку поднять флаг Панамы в зоне Панамского канала.
В 1960 президентское кресло занял Роберто Чиари.
9 января 1964 года военнослужащие США расстреляли демонстрацию протеста у границ зоны Панамского канала, это событие вызвало рост антиамериканских настроений в Панаме и инициировало антиамериканские выступления населения Панамы.
В 1964 году президентом стал Марко Роблес, который был выбран на второй срок в 1968 году и был свергнут через 11 дней в результате военного переворота во главе с генералом Омаром Торрихосом.
Со временем популярность Торрихоса среди народа выросла за счёт социально-ориентированной политики и популистских выступлений. В этот период отмечается широкое строительство дорог, мостов, жилых домов, проводится аграрная реформа, реформы образования и здравоохранения, хотя страна залезла в большие долги.
7 сентября 1977 года в Вашингтоне Торрихос и президент США Дж. Картер подписали соглашение (The Panama Canal Treaty), в соответствии с которым 31 декабря 1999 года США должны были передать контроль над Панамским каналом правительству Панамы.
К 10-летней годовщине переворота 1968 года было разрешено всем прежним партиям возобновить свою деятельность (также была образована Революционно-демократическая партия, объединившая сторонников линии О. Торрихоса).
В июле 1981 года он погиб в авиакатастрофе при подозрительных обстоятельствах, не исключающих возможности убийства. В предполагаемом покушении обычно обвиняют ЦРУ.

## 1981—1990
После гибели Торрихоса к власти пришёл его соратник, полковник Мануэль Норьега. В последующее десятилетие он, де-юре не являясь главой государства, а лишь занимая пост командира Национальной гвардии, де-факто руководил страной. При этом в Панаме соблюдалась видимость демократии и регулярно проводились выборы и сменялись президенты: Рикардо де ла Эсприлья (08.1982-14.02.1984), Хорхе Ильюэка (14.02-17.05.1984), Николас Ардито Барлетта (17.05.1984-29.09.1985), Эрик Артуро Дельвалье (28.09.1985-26.02.1988), Мануэль Солис (26.02-1.09.1989).
В середине 1980-х годов в связи с нежеланием правительства Панамы пересмотреть условия соглашения, отношения между США и Панамой начали ухудшаться, правительство США начало оказывать давление на правительство Панамы.
В 1984—1985 годы правительство Панамы получило рекомендации Международного валютного фонда по проведению экономических реформ, в поддержку которых выступили США, выполнение этих реформ привело к ухудшению условий жизни населения Панамы и вызвало демонстрации протеста и рост антиамериканских настроений. В 1985 году правительство Панамы начало проводить самостоятельную внешнюю и внутреннюю политику, которая не совпадала с внешнеполитическим курсом правительства США. Осуществляя эту политику расширения внешнеполитических связей, правительство Панамы начало укреплять отношения со странами Центральной и Южной Америки (в том числе, с Никарагуа):
- в 1984 году по требованию правительства Панамы США закрыли «Школу Америк» — военно-учебное заведение в зоне Панамского канала, в котором готовили военные и полицейские кадры для стран Центральной и Латинской Америки;
- после того, как 1 мая 1985 года[12] США установили экономическую блокаду Никарагуа, часть товаров американского производства (в частности, запасные части для машин и механизмов) начали поступать в Никарагуа через Панаму[13].
- в августе 1985 года командующий армии Панамы генерал М. Норьега посетил с визитом Никарагуа[11].

В то же время обострялись отношения между руководством страны и М. Норьегой. В сентябре 1985 года после убийства видного деятеля левых У. Спадафоры президент Н. Ардито Барлетта попытался заняться расследованием обстоятельств убийства, что вызвало резкое противодействие со стороны М. Норьеги, что привело к отставке президента и передаче его полномочий вице-президенту А. Дельвалье.
С начала 1987 года, после того, как правительство Панамы отказалось предоставить США территорию страны в качестве плацдарма для ведения войны против Никарагуа, отношения между Панамой и США ещё более ухудшились, с этого времени США непрерывно осуществляли дипломатическое, экономическое, военно-политическое и информационно-психологическое давление на правительство Панамы.
В 1987 году Панама правительство Панамы продолжило развивать связи с Никарагуа и начало устанавливать связи с социалистическими странами:
- в феврале 1987 года с визитом в Панаму прибыла делегация КНР, в этом же месяце было подписан договор о сотрудничестве между Панамой и Польской Народной Республикой[16];
- в июне 1987 года Панаму посетил Д. Ортега[16].

6 июня 1987 года бывший начальник Генерального штаба, полковник в отставке Роберто Диас Эррера заявил о подтасовке выборов в 1984 году, в результате которых кандидат РДП Николас Ардито Барлетта одержал победу над кандидатом правых Арнульфо Ариасом с перевесом в 1700 голосов (0,27%). 9 июня в стране начались антиправительственные демонстрации оппозиции с требованием отставки президента, главнокомандующего вооружёнными силами М. Норьеги и передачи власти А. Ариасу. Одновременно начались демонстрации левых со своими требованиями. 9 июня министр иностранных дел Панамы Хабадиа Ариас направил госсекретарю США ноту протеста в связи с непрекращающимся вмешательством США во внутренние дела Панамы. Нота протеста была вручена лично генеральному секретарю ООН Хавьеру Пересу де Куэльяру. 11 июня в стране было введено чрезвычайное положение и приостановлено действие гражданских свобод. 25 июня сенат США 84 голосами против 2 принял резолюцию, требующую отставки генерала М. Норьеги и отмены ЧП. После резкого обострения отношений между Панамой и США 30 июня ЧП было отменено. Участились вооружённые стычки на улицах. В большой и бурной антиамериканской демонстрации приняли участие  министры правительства и руководство РДП.
1 июля ОАГ осудило вмешательство США (17 стран проголосовало "за", 8 "против" и 1 воздержалась). В июле 1987 года правительство США объявило о прекращении экономической и военной помощи Панаме. 25 июля полковник Р. Диас Эррера был арестован, оказав вместе со своими сторонниками активное сопротивление (его особняк пришлось брать штурмом). После этого волнения пошли на убыль.
В феврале 1988 года президент А. Дельвалье попытался отстранить М. Норьегу от должности, против чего выступили руководство армии, полиции и МИД. Парламент в ответ сместил со своих постов президента А. Дельвалье и вице-президента Р. Эскивеля, пост президента занял министр просвещения М. Па́льма.
В это же время Ведомство США по борьбе с наркотиками обвинило М. Норьегу в торговле наркотиками и ряде других преступлений. Суд штата Флорида (grand juries in Miami and Tampa) вынес решение, что Норьега является членом организованной преступной группы, которая занималась вымогательством и транспортировкой наркотиков. При этом правительство США предложило Норьеге снять обвинения в причастности к наркоторговле, в случае, если он согласится покинуть страну в обмен на снятие обвинений и ввело экономические санкции против страны. В марте состоялась попытка вооружённого мятежа, подавленная менее чем за полчаса. 25 мая 1988 года Норьега отклонил предложение США.
В марте 1988 года правительство США установило запрет на оказание и предоставление любой помощи Панаме.
8 апреля 1988 года президент США принял в отношении Панамы «International Emergency Economic Powers Act», предусматривавший запрет на перечисление денежных средств в Панаму американскими компаниями, их структурными подразделениями и гражданами США. Кроме того, в апреле 1988 года США увеличили военный контингент в Панаме на 1300 военнослужащих «для обеспечения безопасности граждан и интересов США».
С августа военный персонал США в зоне Панамского канала находился в состоянии постоянной боевой готовности, вертолёты несли боевые дежурства над столицей Панамы.
В апреле 1989 года президент США принял решение о введении новых экономических санкций против Панамы, резко обострились трудности с выплатой зарплат.
7 мая 1989 года состоялись выборы президента, победителем которых был объявлен оппозиционер Гильермо Эндара, однако после беспорядков 8-10 мая результаты выборов были отменены (ныне существующая официальная версия утверждает, что кандидат от оппозиции снискал вдвое больше голосов, чем ставленник Норьеги), а демонстрации протеста — разогнаны (при этом Г. Эндара и кандидат в вице-президенты Г. Форд были ранены). В выступлении по телевидению председатель Национального избирательного трибунала Й. Паулисе де Родригес заявила: "Сразу после окончания голосования начались события, которые препятствуют нормальному избирательному процессу. Выборы проходили при вмешательстве иностранных граждан, приглашённых панамскими организациями без должного разрешения избирательного трибунала и с я вной целью придать вес тезису о подтасовке выборов, который был выдвинут властями США задолго до голосования в Панаме". Это, а также факты исчезновения бюллетеней с избирательных участков, покупка голосов политическими партиями и исчезновение многих протоколов первичного подсчёта не дали возможности подвести итоги выборов.
31 августа Генеральный государственный совет (Consejo General de Estado) назначил президентом Франсиско Родригеса, вице-президентом – К. Осореса.
3 октября 1989 года группа офицеров панамской армии при поддержке США предприняли попытку вооружённого переворота с целью смещения Норьеги. Руководителями заговорщиков являлись офицеры, прошедшие военное обучение в США — майор Мойсес Гирольди Вега (начальник службы безопасности руководства страны, ранее участвовал в подавлении мятежа начальника военной полиции в феврале 1988 года)), полковник Г. Вонг, полковник Оу Вонг и подполковник Паласиос Гондола. В ходе попытки переворота были убиты майор Гирольди и ещё 9 заговорщиков, ещё 37 участников переворота были арестованы, а двое руководителей заговора скрылись на территории военной базы США Форт-Клейтон. Немедленно после подавления заговора Норьега инициировал расследование, в результате которого ряд военнослужащих панамской армии были арестованы, расстреляны или бежали из страны. Правительство США осудило действия Норьеги.
7 октября 1989 года был задержан руководитель оппозиции Г. Эндара — в результате расследования, было установлено, что он знал заранее о подготовке переворота, дате и времени начала выступления.
10 ноября 1989 года президент Ф. Родригес на пресс-конференции сообщил, что сложное социально-экономическое положение в Панаме вызвано враждебной политикой правительства США, которое не устраивает отказ правительства Панамы уступить требованиям, выдвинутым правительством США. Ф. Родригес также сообщил, что Панама готова к нормализации отношений с США на основе уважения свободы и суверенитета и невмешательства США во внутренние дела Панамы и что Панама планирует расширение связей со странами мира (в том числе, с СССР), чтобы уменьшить уязвимость Панамы вследствие зависимости экономики страны от «одной из великих держав».
15 декабря 1989 года М. Норьега, выступая в панамском парламенте, заявил, что страна находится в состоянии войны с США.

## Вторжение США

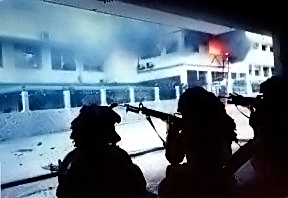
Американские рейнджеры готовятся штурмовать штаб панамской армии

20 декабря 1989 года вооруженные силы США начали военную операцию против Панамы. Официальные власти США заявили, что целями операции были прежде всего защита американских граждан, находящихся в Панаме, смещение генерала Норьеги со всех руководящих постов и предание его суду, как одного из лидеров наркомафии. Решение на проведение операции «Правое Дело» (англ. Just Cause) было принято президентом США Джорджем Бушем-старшим 17-18 декабря 1989 года. 20 числа около двух часов ночи операция началась, к утру основные пункты сопротивления, а именно две базы местной армии и её штаб в центре Панама-Сити были подавлены. Однако очаговое сопротивление продолжалось ещё несколько дней, последние бои произошли 25 декабря утром.

## Современность
После свержения Норьеги, было водворено правительство во главе с формальным победителем президентских выборов мая 1989 года Гильермо Эндарой, который был приведён к присяге на американской военной базе. За время своего президентства он неоднократно подвергался критике за неспособность противодействовать транзиту наркотиков, отмыванию денег, провести необходимые экономические реформы, ограничения свободы слова и тому подобное.
В 1994 году президентом был избран бывший соратник Торрихоса, министр финансов в его правительстве Эрнесто Перес Бальядарес. При Бальядаресе проповедовались принципы свободного рынка, были приватизированы электрическая и телефонная компании, и Панама вступила в ВТО. В конце правления Бальядарес проиграл референдум по поводу второго срока примерно 1 к 2, чему причиной называют непопулярность его неолиберальных затей.
В 1999 году президентом была избрана вдова экс-президента Арнульфо Ариаса Мирея Москосо Родригес, позже проигравшая состязание за этот пост в 2004 году. Её программа была амбициозна, но были сложности с воплощением, поскольку в законодательном собрании у её партии большинства не было.

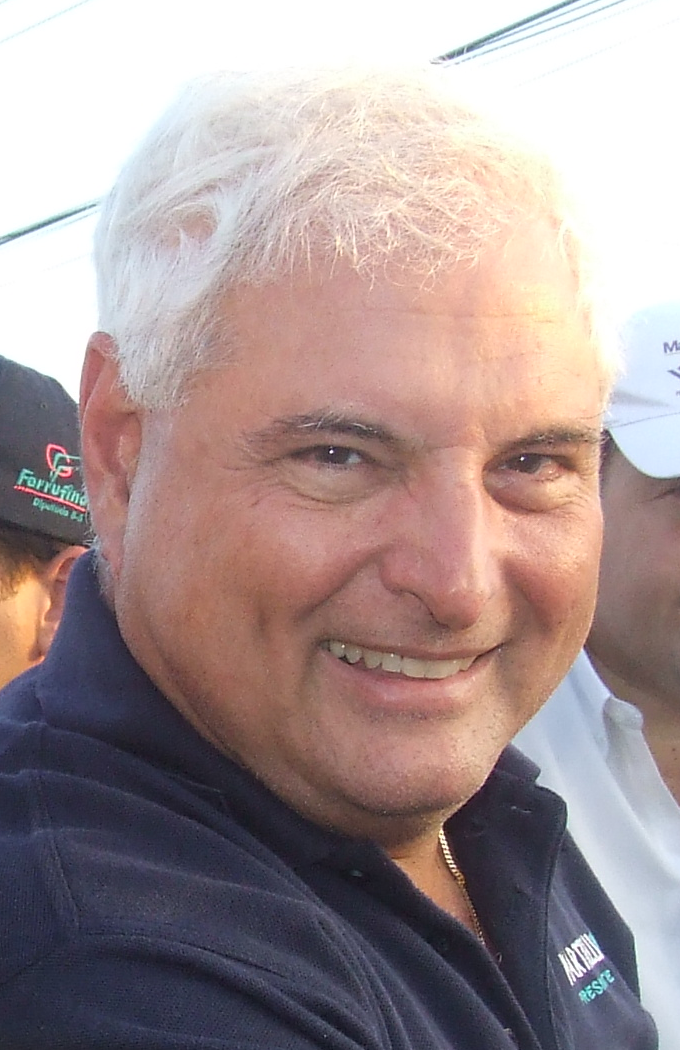
Рикардо Мартинелли. Президент Панамы с 2009 года

Панамский канал контролировался США вплоть до 31 декабря 1999 года, после чего был передан правительству Панамы.
В новейшее время заметной тенденцией в панамской жизни стали протесты и социальные выступления против неолиберальных реформ (особенно заметные в августе 2001, в сентябре 2003 и мае-июне 2005 года).
В 2004 году должность президента занял Мартин Торрихос Эспино, сын генерала Торрихоса, уже баллотировавшийся в президенты в 1999 году. Его приход на этот пост подтвердил интересную закономерность — проигравший на президентских выборах в Панаме выигрывает следующие. Торрихос-младший действовал на условно социал-демократической платформе и предлагал всем и каждому «присоединиться к социальному пакту против бедности, за социальную справедливость и процветание».
3 мая 2009 года прошли президентские и парламентские выборы, на которых новым президентом был избран Рикардо Мартинелли, кандидат либеральной партии «Демократический выбор».
В 2014 году на состоявшихся всеобщих выборах президентом государства был избран Хуан Карлос Варела.
На выборах 5 мая 2019 года президентом избран Лаурентино Кортисо.
На выборах 5 мая 2024 года президентом избран Хосе Рауль Мулино.